# Rick Hoffman
Rick Hoffman (New York, 12 giugno 1970) è un attore statunitense.

## Biografia
Hoffman è nato a New York e cresciuto a Roslyn Heights, New York. Si è diplomato alla The Wheatley School di Old Westbury, New York prima di laurearsi all'Università dell'Arizona. Dopo la laurea si è trasferito a Los Angeles per intraprendere la carriera da attore. Il primo figlio di Hoffman è nato nel 2014.
Hoffman è stato selezionato per il suo primo ruolo come guardia di sicurezza in Ipotesi di complotto nel 1997. Ha interpretato numerosi ruoli secondari prima del suo ruolo principale in The $treet, interpretando Freddie Sacker nel 2000 che fu poi cancellato dopo sette episodi, che però lo spinse a lasciare Los Angeles per tornare a New York. Ha poi interpretato Jerry Best in The Bernie Mac Show (2002–2005), Patrick Van Dorn nella commedia di John Stamos Jake in Progress (2004–2005) e Chase Chapman nella commedia ABC Samantha chi? (2007–2009). Dal 2011 al 2019 ha interpretato il suo personaggio più noto, Louis Litt nella serie Suits.

## Filmografia

### Cinema
- The Fanatics, regia di Marc Lasky (1997)
- Ipotesi di complotto (Conspiracy Theory), regia di Richard Donner (1997)
- Border to Border, regia di Thomas Whelan (1998)
- Primo piano sull'assassino (Johnny Skidmarks), regia di John Raffo (1998)
- Arma letale 4 (Lethal Weapon 4), regia di Richard Donner (1998)
- Un gran giorno per morire (A Better Way to Die), regia di Scott Wiper (2000)
- Da che pianeta vieni? (What Planet Are You From?), regia di Mike Nichols (2000)
- Debito di sangue (Blood Work), regia di Clint Eastwood (2002)
- I Love Your Work, regia di Adam Goldberg (2003)
- Cellular, regia di David R. Ellis (2004)
- The Day After Tomorrow - L'alba del giorno dopo (The Day After Tomorrow), regia di Roland Emmerich (2004) (non accreditato)
- Hostel, regia di Eli Roth (2005)
- Postal, regia di Uwe Boll (2007)
- Smiley Face, regia di Gregg Araki (2007)
- The Condemned - L'isola della morte (The Condemned), regia di Scott Wiper (2007)
- Locker 13, regia di Bruce Dellis (2014)
- Thanksgiving, regia di Eli Roth (2023)

### Televisione
- Just Perfect – film TV (1990)
- Masked Rider - Il cavaliere mascherato (Masked Rider) – serie TV, episodio 1x22 (1996)
- Jarod il camaleonte (The Pretender) – serie TV, episodio 2x04 (1997)
- Alright Already – serie TV, episodio 1x07 (1997)
- Providence – serie TV, episodio 2x07 (1999)
- V.I.P. Vallery Irons Protection – serie TV, episodio 2x02 (1999)
- The $treet – serie TV, 12 episodi (2000-2001)
- Philly – serie TV, 22 episodi (2001-2002)
- Crossing Jordan – serie TV, episodio 2x05 (2002)
- Miss Match – serie TV, episodi 1x01-1x14 (2003)
- The Partners – film TV (2003)
- Senza traccia (Without a Trace) – serie TV, episodio 2x13 (2004)
- The Practice - Professione avvocati (The Practice) – serie TV, episodi 8x13-8x14-8x15 (2004)
- Detective Monk (Monk) – serie TV, episodio 3x05 (2004)
- Paradise – film TV (2004)
- The Bernie Mac Show – serie TV, 10 episodi (2002-2005)
- CSI: NY – serie TV, episodio 2x07 (2005)
- Una donna alla Casa Bianca (Commander in Chief) – serie TV, episodi 1x14-1x17 (2006)
- Jake in Progress – serie TV, 20 episodi (2005-2006)
- Shark - Giustizia a tutti i costi (Shark) – serie TV, episodio 1x15 (2007)
- Chuck – serie TV, episodio 1x06 (2007)
- CSI - Scena del crimine (CSI: Crime Scene Investigation) – serie TV, episodio 8x09 (2007)
- Las Vegas – serie TV, episodio 5x16 (2008)
- Law & Order - Unità vittime speciali (Law & Order: Special Victims Unit) – serie TV, episodio 9x16 (2008)
- NCIS - Unità anticrimine (NCIS) – serie TV, episodio 5x15 (2008)
- Leverage - Consulenze illegali (Leverage) – serie TV, episodio 1x03 (2008)
- Knight Rider – serie TV, episodi 1x10-1x11 (2009)
- Samantha chi? (Samantha Who?) – serie TV, 9 episodi (2007-2009)
- CSI: Miami – serie TV, episodi 2x09-8x02 (2003-2009)
- Lie to Me – serie TV, episodio 1x07 (2009)
- Better Off Ted - Scientificamente pazzi (Better Off Ted) – serie TV, episodio 2x11 (2010)
- Numb3rs – serie TV, episodio 6x14 (2010)
- The Mentalist – serie TV, episodio 2x22 (2010)
- Dark Blue – serie TV, episodio 2x04 (2010)
- Human Target – serie TV, episodio 2x01 (2010)
- Law & Order: LA – serie TV, episodio 1x19 (2011)
- Ballers – serie TV, episodio 2x05 (2016)
- Suits – serie TV, 134 episodi (2011-2019)
- Pearson - serie TV - episodio 1x08 (2019)
- Billions – serie TV, 6 episodi (2020-2023)

### Cortometraggi
- The Agent Who Stole Christmas, regia di Todd Kendall (2001)
- Looking for Bobby D, regia di Peymon Maskan (2001)
- Farm Sluts, regia di Collin Friesen (2003)
- Our Time Is Up, regia di Rob Pearlstein (2004)

## Doppiatori italiani
Nelle versioni in italiano delle opere in cui ha recitato, Rick Hoffman è stato doppiato da:
- Roberto Draghetti in Hostel, Hostel: Part II, Suits, Billions (ep. 5x07)
- Franco Mannella in Cellular, Samantha chi?, Leverage - Consulenze illegale
- Massimo Lodolo in Philly, CSI: Miami (ep. 8x02)
- Mario Bombardieri in Debito di sangue, NCIS - Unità anticrimine
- Pierluigi Astore in CSI - Scena del crimine
- Roberto Stocchi in Law & Order - Unità vittime speciali
- Giuliano Santi in CSI: Miami (ep. 2x09)
- Fabrizio Vidale in Senza traccia
- Fabrizio Pucci in Detective Monk
- Saverio Indrio in CSI: NY
- Vittorio De Angelis in The Condemned - L'isola della morte
- Massimo Bitossi in Lie To Me
- Paolo Marchese in The Mentalist
- Roberto Fidecaro in Billions (ep. 5x09-10, 6x10, 7x06, 7x08)
- Alberto Angrisano in Thanksgiving